# Tribú (metge)
Tribú (en llatí Tribunus, en grec Τριβοῦνος) fou un metge de Palestina, home de gran pietat i benevolència. Va anar a Pèrsia per atendre al rei Còsroes I i va tornar portant magnífics regals probablement l'any 531.
El 532 Còsroes va signar la pau amb l'Imperi Romà d'Orient i en els acords figurava la petició de què el metge Tribú hauria de romandre dotze mesos a la cort persa, cosa que es va acordar. Arribat el termini del temps, Còsroes li va oferir el que volgués demanar i Tribú només va demanar l'alliberament d'alguns captius romans. El rei va alliberar els que havia demanat i a més a més uns altres tres mil, segons explica Procopi, un historiador del segle vi.